# Herald Sun Tour 2017
La 64e édition du Herald Sun Tour a lieu du 1er au 5 février 2017. La course fait partie du calendrier UCI Oceania Tour 2017 en catégorie 2.1, et fut remportée par l'Australien Damien Howson.

## Présentation

### Équipes
Classé en catégorie 2.1 de l'UCI Oceania Tour, le Herald Sun Tour est par conséquent ouvert aux WorldTeams dans la limite de 50 % des équipes participantes, aux équipes continentales professionnelles, aux équipes continentales et aux équipes nationales.
| WorldTeams (2)- Sky - Orica-Scott Équipes continentales professionnelles (4)- Roompot-Nederlandse Loterij - Gazprom-RusVelo - UnitedHealthcare - Aqua Blue Sport Équipes continentales (7)- JLT Condor - 7 Eleven-Road Bike Philippines - Attaque Team Gusto - IsoWhey Sports-Swiss Wellness - Drapac-Pat's Veg Holistic Development - NSW Institute of Sport - St George Continental Cycling Team Équipes nationales (2)- Australie - Nouvelle-Zélande |
| |

## Étapes
| Étape     | Date   | Villes étapes             | type            | Distance (km) | Vainqueur d'étape | Leader du classement général |
| --------- | ------ | ------------------------- | --------------- | ------------- | ----------------- | ---------------------------- |
| Prologue  | 1 fév. | Melbourne – Melbourne     | prologue        | 2,1           | Danny van Poppel  | Danny van Poppel             |
| 1re étape | 2 fév. | Wangaratta – Falls Creek  | étape vallonnée | 169,9         | Damien Howson     | Damien Howson                |
| 2e étape  | 3 fév. | Mount Beauty – Beechworth | étape de plaine | 165,6         | Luke Rowe         | Damien Howson                |
| 3e étape  | 4 fév. | Benalla – Nagambie        | étape vallonnée | 165,6         | Travis McCabe     | Damien Howson                |
| 4e étape  | 5 fév. | Kinglake – Kinglake       | étape vallonnée | 121           | Ian Stannard      | Damien Howson                |

## Déroulement de la course

### Prologue
| \| Classement de l'étape \| Classement de l'étape \| Classement de l'étape \| Classement de l'étape \| Classement de l'étape \| \| Coureur \| Coureur \| Pays \| Équipe \| Temps \| \| --------------------- \| --------------------- \| --------------------- \| ----------------------------- \| --------------------- \| \| 1er \| Danny van Poppel \| Pays-Bas \| Team Sky \| 2 min 32 s \| \| 2e \| Brenton Jones \| Australie \| JLT Condor \| + 1 s \| \| 3e \| Alex Frame \| Nouvelle-Zélande \| JLT Condor \| + 1 s \| \| 4e \| Michael Hepburn \| Australie \| Orica-Scott \| + 2 s \| \| 5e \| Leigh Howard \| Australie \| Aqua Blue Sport \| + 3 s \| \| 6e \| Anthony Giacoppo \| Australie \| IsoWhey Sports-Swiss Wellness \| + 3 s \| \| 7e \| Jesse Kerrison \| Australie \| IsoWhey Sports-Swiss Wellness \| + 3 s \| \| 8e \| Ian Bibby \| Royaume-Uni \| JLT Condor \| + 4 s \| \| 9e \| Travis McCabe \| États-Unis \| UnitedHealthcare \| + 4 s \| \| 10e \| Cameron Bayly \| Australie \| IsoWhey Sports-Swiss Wellness \| + 4 s \| |                  |                  |                               |            |
| |                  |                  |                               |            |
| Source : ProCyclingStats |                  |                  |                               |            |
| Classement de l'étape |                  |                  |                               |            |
| Coureur | Coureur          | Pays             | Équipe                        | Temps      |
| 1er | Danny van Poppel | Pays-Bas         | Team Sky                      | 2 min 32 s |
| 2e | Brenton Jones    | Australie        | JLT Condor                    | + 1 s      |
| 3e | Alex Frame       | Nouvelle-Zélande | JLT Condor                    | + 1 s      |
| 4e | Michael Hepburn  | Australie        | Orica-Scott                   | + 2 s      |
| 5e | Leigh Howard     | Australie        | Aqua Blue Sport               | + 3 s      |
| 6e | Anthony Giacoppo | Australie        | IsoWhey Sports-Swiss Wellness | + 3 s      |
| 7e | Jesse Kerrison   | Australie        | IsoWhey Sports-Swiss Wellness | + 3 s      |
| 8e | Ian Bibby        | Royaume-Uni      | JLT Condor                    | + 4 s      |
| 9e | Travis McCabe    | États-Unis       | UnitedHealthcare              | + 4 s      |
| 10e | Cameron Bayly    | Australie        | IsoWhey Sports-Swiss Wellness | + 4 s      |

| \| Classement général \| Classement général \| Classement général \| Classement général \| Classement général \| \| Coureur \| Coureur \| Pays \| Équipe \| Temps \| \| ------------------ \| ------------------ \| ------------------ \| ----------------------------- \| ------------------ \| \| 1er \| Danny van Poppel \| Pays-Bas \| Team Sky \| 2 min 32 s \| \| 2e \| Brenton Jones \| Australie \| JLT Condor \| + 1 s \| \| 3e \| Alex Frame \| Nouvelle-Zélande \| JLT Condor \| + 1 s \| \| 4e \| Michael Hepburn \| Australie \| Orica-Scott \| + 2 s \| \| 5e \| Leigh Howard \| Australie \| Aqua Blue Sport \| + 3 s \| \| 6e \| Anthony Giacoppo \| Australie \| IsoWhey Sports-Swiss Wellness \| + 3 s \| \| 7e \| Jesse Kerrison \| Australie \| IsoWhey Sports-Swiss Wellness \| + 3 s \| \| 8e \| Ian Bibby \| Royaume-Uni \| JLT Condor \| + 4 s \| \| 9e \| Travis McCabe \| États-Unis \| UnitedHealthcare \| + 4 s \| \| 10e \| Cameron Bayly \| Australie \| IsoWhey Sports-Swiss Wellness \| + 4 s \| |                  |                  |                               |            |
| |                  |                  |                               |            |
| Source : ProCyclingStats |                  |                  |                               |            |
| Classement général |                  |                  |                               |            |
| Coureur | Coureur          | Pays             | Équipe                        | Temps      |
| 1er | Danny van Poppel | Pays-Bas         | Team Sky                      | 2 min 32 s |
| 2e | Brenton Jones    | Australie        | JLT Condor                    | + 1 s      |
| 3e | Alex Frame       | Nouvelle-Zélande | JLT Condor                    | + 1 s      |
| 4e | Michael Hepburn  | Australie        | Orica-Scott                   | + 2 s      |
| 5e | Leigh Howard     | Australie        | Aqua Blue Sport               | + 3 s      |
| 6e | Anthony Giacoppo | Australie        | IsoWhey Sports-Swiss Wellness | + 3 s      |
| 7e | Jesse Kerrison   | Australie        | IsoWhey Sports-Swiss Wellness | + 3 s      |
| 8e | Ian Bibby        | Royaume-Uni      | JLT Condor                    | + 4 s      |
| 9e | Travis McCabe    | États-Unis       | UnitedHealthcare              | + 4 s      |
| 10e | Cameron Bayly    | Australie        | IsoWhey Sports-Swiss Wellness | + 4 s      |

### 1reétape
| \| Classement de l'étape \| Classement de l'étape \| Classement de l'étape \| Classement de l'étape \| Classement de l'étape \| \| Coureur \| Coureur \| Pays \| Équipe \| Temps \| \| --------------------- \| --------------------- \| --------------------- \| ----------------------------- \| --------------------- \| \| 1er \| Damien Howson \| Australie \| Orica-Scott \| 4 h 33 min 54 s \| \| 2e \| Jai Hindley \| Australie \| Australie \| + 32 s \| \| 3e \| Kenny Elissonde \| France \| Team Sky \| + 47 s \| \| 4e \| Michael Storer \| Australie \| Australie \| + 1 min 03 s \| \| 5e \| Esteban Chaves \| Colombie \| Orica-Scott \| + 1 min 10 s \| \| 6e \| Christopher Froome \| Royaume-Uni \| Team Sky \| + 1 min 11 s \| \| 7e \| Nathan Earle \| Australie \| Australie \| + 1 min 11 s \| \| 8e \| Lucas Hamilton \| Australie \| Australie \| + 1 min 11 s \| \| 9e \| Cameron Meyer \| Australie \| Australie \| + 1 min 13 s \| \| 10e \| Timothy Roe \| Australie \| IsoWhey Sports-Swiss Wellness \| + 1 min 15 s \| |                    |             |                               |                 |
| |                    |             |                               |                 |
| Source : ProCyclingStats |                    |             |                               |                 |
| Classement de l'étape |                    |             |                               |                 |
| Coureur | Coureur            | Pays        | Équipe                        | Temps           |
| 1er | Damien Howson      | Australie   | Orica-Scott                   | 4 h 33 min 54 s |
| 2e | Jai Hindley        | Australie   | Australie                     | + 32 s          |
| 3e | Kenny Elissonde    | France      | Team Sky                      | + 47 s          |
| 4e | Michael Storer     | Australie   | Australie                     | + 1 min 03 s    |
| 5e | Esteban Chaves     | Colombie    | Orica-Scott                   | + 1 min 10 s    |
| 6e | Christopher Froome | Royaume-Uni | Team Sky                      | + 1 min 11 s    |
| 7e | Nathan Earle       | Australie   | Australie                     | + 1 min 11 s    |
| 8e | Lucas Hamilton     | Australie   | Australie                     | + 1 min 11 s    |
| 9e | Cameron Meyer      | Australie   | Australie                     | + 1 min 13 s    |
| 10e | Timothy Roe        | Australie   | IsoWhey Sports-Swiss Wellness | + 1 min 15 s    |

| \| Classement général \| Classement général \| Classement général \| Classement général \| Classement général \| \| Coureur \| Coureur \| Pays \| Équipe \| Temps \| \| ------------------ \| ------------------ \| ------------------ \| ----------------------------- \| ------------------ \| \| 1er \| Damien Howson \| Australie \| Orica-Scott \| 4 h 36 min 32 s \| \| 2e \| Jai Hindley \| Australie \| Australie \| + 38 s \| \| 3e \| Kenny Elissonde \| France \| Team Sky \| + 53 s \| \| 4e \| Michael Storer \| Australie \| Australie \| + 1 min 10 s \| \| 5e \| Christopher Froome \| Royaume-Uni \| Team Sky \| + 1 min 12 s \| \| 6e \| Cameron Meyer \| Australie \| Australie \| + 1 min 13 s \| \| 7e \| Lucas Hamilton \| Australie \| Australie \| + 1 min 13 s \| \| 8e \| Nathan Earle \| Australie \| Australie \| + 1 min 15 s \| \| 9e \| Esteban Chaves \| Colombie \| Orica-Scott \| + 1 min 15 s \| \| 10e \| Timothy Roe \| Australie \| IsoWhey Sports-Swiss Wellness \| + 1 min 17 s \| |                    |             |                               |                 |
| |                    |             |                               |                 |
| Source : ProCyclingStats |                    |             |                               |                 |
| Classement général |                    |             |                               |                 |
| Coureur | Coureur            | Pays        | Équipe                        | Temps           |
| 1er | Damien Howson      | Australie   | Orica-Scott                   | 4 h 36 min 32 s |
| 2e | Jai Hindley        | Australie   | Australie                     | + 38 s          |
| 3e | Kenny Elissonde    | France      | Team Sky                      | + 53 s          |
| 4e | Michael Storer     | Australie   | Australie                     | + 1 min 10 s    |
| 5e | Christopher Froome | Royaume-Uni | Team Sky                      | + 1 min 12 s    |
| 6e | Cameron Meyer      | Australie   | Australie                     | + 1 min 13 s    |
| 7e | Lucas Hamilton     | Australie   | Australie                     | + 1 min 13 s    |
| 8e | Nathan Earle       | Australie   | Australie                     | + 1 min 15 s    |
| 9e | Esteban Chaves     | Colombie    | Orica-Scott                   | + 1 min 15 s    |
| 10e | Timothy Roe        | Australie   | IsoWhey Sports-Swiss Wellness | + 1 min 17 s    |

### 2eétape
| \| Classement de l'étape \| Classement de l'étape \| Classement de l'étape \| Classement de l'étape \| Classement de l'étape \| \| Coureur \| Coureur \| Pays \| Équipe \| Temps \| \| --------------------- \| --------------------- \| --------------------- \| ----------------------------- \| --------------------- \| \| 1er \| Luke Rowe \| Royaume-Uni \| Team Sky \| 4 h 08 min 23 s \| \| 2e \| Conor Dunne \| Irlande \| Aqua Blue Sport \| + 33 s \| \| 3e \| Tanner Putt \| États-Unis \| UnitedHealthcare \| + 56 s \| \| 4e \| Robbie Hucker \| Australie \| IsoWhey Sports-Swiss Wellness \| + 57 s \| \| 5e \| Steven Lampier \| Royaume-Uni \| JLT Condor \| + 57 s \| \| 6e \| Cameron Meyer \| Australie \| Australie \| + 1 min 12 s \| \| 7e \| Martijn Tusveld \| Pays-Bas \| Roompot-Nederlandse Loterij \| + 1 min 17 s \| \| 8e \| Janier Acevedo \| Colombie \| UnitedHealthcare \| + 1 min 17 s \| \| 9e \| Ian Bibby \| Royaume-Uni \| JLT Condor \| + 1 min 17 s \| \| 10e \| Lucas Hamilton \| Australie \| Australie \| + 1 min 17 s \| |                 |             |                               |                 |
| |                 |             |                               |                 |
| Source : ProCyclingStats |                 |             |                               |                 |
| Classement de l'étape |                 |             |                               |                 |
| Coureur | Coureur         | Pays        | Équipe                        | Temps           |
| 1er | Luke Rowe       | Royaume-Uni | Team Sky                      | 4 h 08 min 23 s |
| 2e | Conor Dunne     | Irlande     | Aqua Blue Sport               | + 33 s          |
| 3e | Tanner Putt     | États-Unis  | UnitedHealthcare              | + 56 s          |
| 4e | Robbie Hucker   | Australie   | IsoWhey Sports-Swiss Wellness | + 57 s          |
| 5e | Steven Lampier  | Royaume-Uni | JLT Condor                    | + 57 s          |
| 6e | Cameron Meyer   | Australie   | Australie                     | + 1 min 12 s    |
| 7e | Martijn Tusveld | Pays-Bas    | Roompot-Nederlandse Loterij   | + 1 min 17 s    |
| 8e | Janier Acevedo  | Colombie    | UnitedHealthcare              | + 1 min 17 s    |
| 9e | Ian Bibby       | Royaume-Uni | JLT Condor                    | + 1 min 17 s    |
| 10e | Lucas Hamilton  | Australie   | Australie                     | + 1 min 17 s    |

| \| Classement général \| Classement général \| Classement général \| Classement général \| Classement général \| \| Coureur \| Coureur \| Pays \| Équipe \| Temps \| \| ------------------ \| ------------------ \| ------------------ \| ----------------------------- \| ------------------ \| \| 1er \| Damien Howson \| Australie \| Orica-Scott \| 8 h 46 min 12 s \| \| 2e \| Jai Hindley \| Australie \| Australie \| + 38 s \| \| 3e \| Kenny Elissonde \| France \| Team Sky \| + 53 s \| \| 4e \| Cameron Meyer \| Australie \| Australie \| + 1 min 08 s \| \| 5e \| Michael Storer \| Australie \| Australie \| + 1 min 10 s \| \| 6e \| Christopher Froome \| Royaume-Uni \| Team Sky \| + 1 min 12 s \| \| 7e \| Lucas Hamilton \| Australie \| Australie \| + 1 min 13 s \| \| 8e \| Nathan Earle \| Australie \| Australie \| + 1 min 15 s \| \| 9e \| Esteban Chaves \| Colombie \| Orica-Scott \| + 1 min 15 s \| \| 10e \| Timothy Roe \| Australie \| IsoWhey Sports-Swiss Wellness \| + 1 min 17 s \| |                    |             |                               |                 |
| |                    |             |                               |                 |
| Source : ProCyclingStats |                    |             |                               |                 |
| Classement général |                    |             |                               |                 |
| Coureur | Coureur            | Pays        | Équipe                        | Temps           |
| 1er | Damien Howson      | Australie   | Orica-Scott                   | 8 h 46 min 12 s |
| 2e | Jai Hindley        | Australie   | Australie                     | + 38 s          |
| 3e | Kenny Elissonde    | France      | Team Sky                      | + 53 s          |
| 4e | Cameron Meyer      | Australie   | Australie                     | + 1 min 08 s    |
| 5e | Michael Storer     | Australie   | Australie                     | + 1 min 10 s    |
| 6e | Christopher Froome | Royaume-Uni | Team Sky                      | + 1 min 12 s    |
| 7e | Lucas Hamilton     | Australie   | Australie                     | + 1 min 13 s    |
| 8e | Nathan Earle       | Australie   | Australie                     | + 1 min 15 s    |
| 9e | Esteban Chaves     | Colombie    | Orica-Scott                   | + 1 min 15 s    |
| 10e | Timothy Roe        | Australie   | IsoWhey Sports-Swiss Wellness | + 1 min 17 s    |

### 3eétape
| \| Classement de l'étape \| Classement de l'étape \| Classement de l'étape \| Classement de l'étape \| Classement de l'étape \| \| Coureur \| Coureur \| Pays \| Équipe \| Temps \| \| --------------------- \| --------------------- \| --------------------- \| ------------------------------------- \| --------------------- \| \| 1er \| Travis McCabe \| États-Unis \| UnitedHealthcare \| 3 h 46 min 00 s \| \| 2e \| Mitchell Docker \| Australie \| Orica-Scott \| + 0 s \| \| 3e \| Leigh Howard \| Australie \| Aqua Blue Sport \| + 0 s \| \| 4e \| Luke Rowe \| Royaume-Uni \| Team Sky \| + 0 s \| \| 5e \| Alexey Tsatevitch \| Russie \| Gazprom-RusVelo \| + 0 s \| \| 6e \| Ben Hill \| Australie \| Attaque Team Gusto \| + 0 s \| \| 7e \| Ivan Savitskiy \| Russie \| Gazprom-RusVelo \| + 0 s \| \| 8e \| Jesper Asselman \| Pays-Bas \| Roompot-Nederlandse Loterij \| + 0 s \| \| 9e \| Jesse Kerrison \| Australie \| IsoWhey Sports-Swiss Wellness \| + 0 s \| \| 10e \| Brad Evans \| Nouvelle-Zélande \| Drapac-Pat's Veg Holistic Development \| + 0 s \| |                   |                  |                                       |                 |
| |                   |                  |                                       |                 |
| Source : ProCyclingStats |                   |                  |                                       |                 |
| Classement de l'étape |                   |                  |                                       |                 |
| Coureur | Coureur           | Pays             | Équipe                                | Temps           |
| 1er | Travis McCabe     | États-Unis       | UnitedHealthcare                      | 3 h 46 min 00 s |
| 2e | Mitchell Docker   | Australie        | Orica-Scott                           | + 0 s           |
| 3e | Leigh Howard      | Australie        | Aqua Blue Sport                       | + 0 s           |
| 4e | Luke Rowe         | Royaume-Uni      | Team Sky                              | + 0 s           |
| 5e | Alexey Tsatevitch | Russie           | Gazprom-RusVelo                       | + 0 s           |
| 6e | Ben Hill          | Australie        | Attaque Team Gusto                    | + 0 s           |
| 7e | Ivan Savitskiy    | Russie           | Gazprom-RusVelo                       | + 0 s           |
| 8e | Jesper Asselman   | Pays-Bas         | Roompot-Nederlandse Loterij           | + 0 s           |
| 9e | Jesse Kerrison    | Australie        | IsoWhey Sports-Swiss Wellness         | + 0 s           |
| 10e | Brad Evans        | Nouvelle-Zélande | Drapac-Pat's Veg Holistic Development | + 0 s           |

| \| Classement général \| Classement général \| Classement général \| Classement général \| Classement général \| \| Coureur \| Coureur \| Pays \| Équipe \| Temps \| \| ------------------ \| ------------------ \| ------------------ \| ----------------------------- \| ------------------ \| \| 1er \| Damien Howson \| Australie \| Orica-Scott \| 12 h 32 min 12 s \| \| 2e \| Jai Hindley \| Australie \| Australie \| + 38 s \| \| 3e \| Kenny Elissonde \| France \| Team Sky \| + 53 s \| \| 4e \| Cameron Meyer \| Australie \| Australie \| + 1 min 08 s \| \| 5e \| Michael Storer \| Australie \| Australie \| + 1 min 10 s \| \| 6e \| Christopher Froome \| Royaume-Uni \| Team Sky \| + 1 min 12 s \| \| 7e \| Lucas Hamilton \| Australie \| Australie \| + 1 min 13 s \| \| 8e \| Nathan Earle \| Australie \| Australie \| + 1 min 15 s \| \| 9e \| Esteban Chaves \| Colombie \| Orica-Scott \| + 1 min 15 s \| \| 10e \| Timothy Roe \| Australie \| IsoWhey Sports-Swiss Wellness \| + 1 min 17 s \| |                    |             |                               |                  |
| |                    |             |                               |                  |
| Source : ProCyclingStats |                    |             |                               |                  |
| Classement général |                    |             |                               |                  |
| Coureur | Coureur            | Pays        | Équipe                        | Temps            |
| 1er | Damien Howson      | Australie   | Orica-Scott                   | 12 h 32 min 12 s |
| 2e | Jai Hindley        | Australie   | Australie                     | + 38 s           |
| 3e | Kenny Elissonde    | France      | Team Sky                      | + 53 s           |
| 4e | Cameron Meyer      | Australie   | Australie                     | + 1 min 08 s     |
| 5e | Michael Storer     | Australie   | Australie                     | + 1 min 10 s     |
| 6e | Christopher Froome | Royaume-Uni | Team Sky                      | + 1 min 12 s     |
| 7e | Lucas Hamilton     | Australie   | Australie                     | + 1 min 13 s     |
| 8e | Nathan Earle       | Australie   | Australie                     | + 1 min 15 s     |
| 9e | Esteban Chaves     | Colombie    | Orica-Scott                   | + 1 min 15 s     |
| 10e | Timothy Roe        | Australie   | IsoWhey Sports-Swiss Wellness | + 1 min 17 s     |

### 4eétape
| \| Classement de l'étape \| Classement de l'étape \| Classement de l'étape \| Classement de l'étape \| Classement de l'étape \| \| Coureur \| Coureur \| Pays \| Équipe \| Temps \| \| --------------------- \| --------------------- \| --------------------- \| ----------------------------- \| --------------------- \| \| 1er \| Ian Stannard \| Royaume-Uni \| Team Sky \| 2 h 52 min 44 s \| \| 2e \| Aaron Gate \| Nouvelle-Zélande \| Aqua Blue Sport \| + 0 s \| \| 3e \| Taco van der Hoorn \| Pays-Bas \| Roompot-Nederlandse Loterij \| + 0 s \| \| 4e \| Ben Hill \| Australie \| Attaque Team Gusto \| + 0 s \| \| 5e \| Robbie Hucker \| Australie \| IsoWhey Sports-Swiss Wellness \| + 0 s \| \| 6e \| Alistair Slater \| Royaume-Uni \| JLT Condor \| + 0 s \| \| 7e \| Jason Christie \| Nouvelle-Zélande \| Nouvelle-Zélande \| + 0 s \| \| 8e \| Daniel Fitter \| Australie \| NSW Institute of Sport \| + 0 s \| \| 9e \| Cyrus Monk \| Australie \| \| + 0 s \| \| 10e \| Travis McCabe \| États-Unis \| UnitedHealthcare \| + 0 s \| |                    |                  |                               |                 |
| |                    |                  |                               |                 |
| Source : ProCyclingStats |                    |                  |                               |                 |
| Classement de l'étape |                    |                  |                               |                 |
| Coureur | Coureur            | Pays             | Équipe                        | Temps           |
| 1er | Ian Stannard       | Royaume-Uni      | Team Sky                      | 2 h 52 min 44 s |
| 2e | Aaron Gate         | Nouvelle-Zélande | Aqua Blue Sport               | + 0 s           |
| 3e | Taco van der Hoorn | Pays-Bas         | Roompot-Nederlandse Loterij   | + 0 s           |
| 4e | Ben Hill           | Australie        | Attaque Team Gusto            | + 0 s           |
| 5e | Robbie Hucker      | Australie        | IsoWhey Sports-Swiss Wellness | + 0 s           |
| 6e | Alistair Slater    | Royaume-Uni      | JLT Condor                    | + 0 s           |
| 7e | Jason Christie     | Nouvelle-Zélande | Nouvelle-Zélande              | + 0 s           |
| 8e | Daniel Fitter      | Australie        | NSW Institute of Sport        | + 0 s           |
| 9e | Cyrus Monk         | Australie        |                               | + 0 s           |
| 10e | Travis McCabe      | États-Unis       | UnitedHealthcare              | + 0 s           |

## Classements finals

### Classement général
| \| Classement général \| Classement général \| Classement général \| Classement général \| Classement général \| \| Coureur \| Coureur \| Pays \| Équipe \| Temps \| \| ------------------ \| ------------------ \| ------------------ \| ----------------------------- \| ------------------ \| \| 1er \| Damien Howson \| Australie \| Orica-Scott \| 15 h 25 min 13 s \| \| 2e \| Jai Hindley \| Australie \| Australie \| + 38 s \| \| 3e \| Kenny Elissonde \| France \| Team Sky \| + 53 s \| \| 4e \| Cameron Meyer \| Australie \| Australie \| + 1 min 08 s \| \| 5e \| Michael Storer \| Australie \| Australie \| + 1 min 10 s \| \| 6e \| Christopher Froome \| Royaume-Uni \| Team Sky \| + 1 min 12 s \| \| 7e \| Lucas Hamilton \| Australie \| Australie \| + 1 min 13 s \| \| 8e \| Nathan Earle \| Australie \| Australie \| + 1 min 15 s \| \| 9e \| Esteban Chaves \| Colombie \| Orica-Scott \| + 1 min 15 s \| \| 10e \| Timothy Roe \| Australie \| IsoWhey Sports-Swiss Wellness \| + 1 min 17 s \| |                    |             |                               |                  |
| |                    |             |                               |                  |
| Source : ProCyclingStats |                    |             |                               |                  |
| Classement général |                    |             |                               |                  |
| Coureur | Coureur            | Pays        | Équipe                        | Temps            |
| 1er | Damien Howson      | Australie   | Orica-Scott                   | 15 h 25 min 13 s |
| 2e | Jai Hindley        | Australie   | Australie                     | + 38 s           |
| 3e | Kenny Elissonde    | France      | Team Sky                      | + 53 s           |
| 4e | Cameron Meyer      | Australie   | Australie                     | + 1 min 08 s     |
| 5e | Michael Storer     | Australie   | Australie                     | + 1 min 10 s     |
| 6e | Christopher Froome | Royaume-Uni | Team Sky                      | + 1 min 12 s     |
| 7e | Lucas Hamilton     | Australie   | Australie                     | + 1 min 13 s     |
| 8e | Nathan Earle       | Australie   | Australie                     | + 1 min 15 s     |
| 9e | Esteban Chaves     | Colombie    | Orica-Scott                   | + 1 min 15 s     |
| 10e | Timothy Roe        | Australie   | IsoWhey Sports-Swiss Wellness | + 1 min 17 s     |

### Classements annexes
| Classement par points | Classement par points | Classement par points | Classement par points  | Classement par points |
| --------------------- | --------------------- | --------------------- | ---------------------- | --------------------- |
|                       | Coureur               | Pays                  | Équipe                 | Point(s)              |
| 1er                   | Jacob Kauffmann       | Australie             | NSW Institute of Sport | 24 points             |
| 2e                    | Luke Rowe             | Royaume-Uni           | Sky                    | 14 pts                |
| 3e                    | Aaron Gate            | Nouvelle-Zélande      | Aqua Blue Sport        | 14 pts                |
| modifier              |                       |                       |                        |                       |

| Classement de la montagne | Classement de la montagne | Classement de la montagne | Classement de la montagne             | Classement de la montagne |
| ------------------------- | ------------------------- | ------------------------- | ------------------------------------- | ------------------------- |
|                           | Coureur                   | Pays                      | Équipe                                | Point(s)                  |
| 1er                       | Benjamin Hill             | Australie                 | Attaque Gusto                         | 90 points                 |
| 2e                        | Cyrus Monk                | Australie                 | Drapac-Pat's Veg Holistic Development | 46 pts                    |
| 3e                        | Robbie Hucker             | Australie                 | IsoWhey Sports-Swiss Wellness         | 36 pts                    |
| modifier                  |                           |                           |                                       |                           |

| Classement du meilleur jeune | Classement du meilleur jeune | Classement du meilleur jeune | Classement du meilleur jeune | Classement du meilleur jeune |
|                              | Coureur                      | Pays                         | Équipe                       | Temps                        |
| ---------------------------- | ---------------------------- | ---------------------------- | ---------------------------- | ---------------------------- |
| 1er                          | Jai Hindley                  | Australie                    | Korda Mentha                 | en 15 h 25 min 51 s          |
| 2e                           | Michael Storer               | Australie                    | Korda Mentha                 | + 32 s                       |
| 3e                           | Lucas Hamilton               | Australie                    | Korda Mentha                 | + 35 s                       |
| modifier                     |                              |                              |                              |                              |

| Classement par équipes | Classement par équipes | Classement par équipes | Classement par équipes |
|                        | Équipe                 | Pays                   | Temps                  |
| ---------------------- | ---------------------- | ---------------------- | ---------------------- |
| 1re                    | Sky                    | Royaume-Uni            | en 46 h 17 min 34 s    |
| 2e                     | Korda Mentha           | Australie              | + 50 s                 |
| 3e                     | UnitedHealthcare       | États-Unis             | + 2 min 31 s           |
| modifier               |                        |                        |                        |

### UCI Oceania Tour
Ce Herald Sun Tour attribue des points pour l'UCI Oceania Tour 2017, y compris aux coureurs faisant partie d'une équipe ayant un label WorldTeam. De plus la course donne le même nombre de points individuellement à tous les coureurs pour le Classement mondial UCI 2017.
| Position,          | 1er | 2e | 3e | 4e | 5e | 6e | 7e | 8e | 9e | 10e | 11e | 12e | 13e à 15e | 16e à 25e |
| Classement général | 125 | 85 | 70 | 60 | 50 | 40 | 35 | 30 | 25 | 20  | 15  | 10  | 5         | 3         |
| Par étape          | 14  | 5  | 3  |    |    |    |    |    |    |     |     |     |           |           |
| Leader, par étape  | 3   |    |    |    |    |    |    |    |    |     |     |     |           |           |

## Évolution des classements
| Étape              | Vainqueur          | Classement général | Classement par points | Classement de la montagne | Classement du meilleur jeune | Classement par équipes | Coureur le plus combatif |
| ------------------ | ------------------ | ------------------ | --------------------- | ------------------------- | ---------------------------- | ---------------------- | ------------------------ |
| P                  | Danny van Poppel   | Danny van Poppel   | non décerné           | non décerné               | Ayden Toovey                 | JLT Condor             | non décerné              |
| 1                  | Damien Howson      | Damien Howson      | Jacob Kauffmann       | Damien Howson             | Jai Hindley                  | Australie              | Steven Lampier           |
| 2                  | Luke Rowe          | Damien Howson      | Jacob Kauffmann       | Benjamin Hill             | Jai Hindley                  | Sky                    | Luke Rowe                |
| 3                  | Travis McCabe      | Damien Howson      | Jacob Kauffmann       | Benjamin Hill             | Jai Hindley                  | Sky                    | Aaron Gate               |
| 4                  | Ian Stannard       | Damien Howson      | Jacob Kauffmann       | Benjamin Hill             | Jai Hindley                  | Sky                    | Cyrus Monk               |
| Classements finals | Classements finals | Damien Howson      | Jacob Kauffmann       | Benjamin Hill             | Jai Hindley                  | Sky                    | non décerné              |

## Liste des participants
- Liste de départ complète

| Légende                             | Légende                                                                                                  | Légende                                | Légende                                                                                                  |
| ----------------------------------- | --- | -------------------------------------- | --- |
| Num                                 | Dossard de départ porté par le coureur sur ce Herald Sun Tour                                            | Pos                                    | Position finale au classement général                                                                    |
| Leader du classement général        | Indique le vainqueur du classement général                                                               | Leader du classement par points        | Indique le vainqueur du classement par points                                                            |
| Leader du classement de la montagne | Indique le vainqueur du classement de la montagne                                                        | Leader du classement du meilleur jeune | Indique le vainqueur du classement du meilleur jeune                                                     |
|                                     | Indique un maillot de champion national ou mondial, suivi de sa spécialité                               | #                                      | Indique la meilleure équipe                                                                              |
| NP                                  | Indique un coureur qui n'a pas pris le départ d'une étape, suivi du numéro de l'étape où il s'est retiré | AB                                     | Indique un coureur qui n'a pas terminé une étape, suivi du numéro de l'étape où il s'est retiré          |
| HD                                  | Indique un coureur qui a terminé une étape hors des délais, suivi du numéro de l'étape                   | *                                      | Indique un coureur en lice pour le classement du meilleur jeune (coureurs nés après le 1er janvier 1995) |

| Sky SKY             | Sky SKY                  | Sky SKY |
| ------------------- | ------------------------ | ------- |
| Num                 | Coureur                  | Pos     |
| 1                   | Christopher Froome (GBR) | 6e      |
| 2                   |                          |         |
| 3                   | Kenny Elissonde (FRA)    | 3e      |
| 4                   | Sebastián Henao (COL)    | e       |
| 5                   | Luke Rowe (GBR)          | e       |
| 6                   | Ian Stannard (GBR)       | e       |
| 7                   | Danny van Poppel (NED)   | e       |
| Directeur sportif : |                          |         |

| Orica-Scott ORS     | Orica-Scott ORS       | Orica-Scott ORS |
| ------------------- | --------------------- | --------------- |
| Num                 | Coureur               | Pos             |
| 11                  | Simon Gerrans (AUS)   | e               |
| 12                  | Esteban Chaves (COL)  | 9e              |
| 13                  | Damien Howson (AUS)   | 1er             |
| 14                  | Robert Power (AUS)    | e               |
| 15                  | Mitchell Docker (AUS) | e               |
| 16                  | Sam Bewley (NZL)      | e               |
| 17                  | Michael Hepburn (AUS) | e               |
| Directeur sportif : |                       |                 |

| Roompot-Nederlandse Loterij RNL | Roompot-Nederlandse Loterij RNL | Roompot-Nederlandse Loterij RNL |
| ------------------------------- | ------------------------------- | ------------------------------- |
| Num                             | Coureur                         | Pos                             |
| 21                              | Tim Ariesen (NED)               | e                               |
| 22                              | Jesper Asselman (NED)           | e                               |
| 23                              | Sjoerd van Ginneken (NED)       | e                               |
| 24                              | Nick van der Lijke (NED)        | e                               |
| 25                              | Jeroen Meijers (NED)            | e                               |
| 26                              | Martijn Tusveld (NED)           | e                               |
| 27                              | Taco van der Hoorn (NED)        | e                               |
| Directeur sportif :             |                                 |                                 |

| Gazprom-RusVelo GAZ | Gazprom-RusVelo GAZ     | Gazprom-RusVelo GAZ |
| ------------------- | ----------------------- | ------------------- |
| Num                 | Coureur                 | Pos                 |
| 31                  | Pavel Brutt (RUS)       | e                   |
| 32                  | Nikolay Trusov (RUS)    | e                   |
| 33                  | Artur Ershov (RUS)      | e                   |
| 34                  | Alexey Tsatevitch (RUS) | e                   |
| 35                  | Ivan Savitskiy (RUS)    | e                   |
| 36                  | Kirill Sveshnikov (RUS) | e                   |
| 37                  | Sergey Nikolaev (RUS)   | e                   |
| Directeur sportif : |                         |                     |

| UnitedHealthcare UHC | UnitedHealthcare UHC    | UnitedHealthcare UHC |
| -------------------- | ----------------------- | -------------------- |
| Num                  | Coureur                 | Pos                  |
| 41                   | Janier Acevedo (COL)    | e                    |
| 42                   | Jonathan Clarke (AUS)   | e                    |
| 43                   | Adrian Hegyvary (USA)   | e                    |
| 44                   | Gregory Henderson (NZL) | e                    |
| 45                   | Travis McCabe (USA)     | e                    |
| 46                   | Lachlan Norris (AUS)    | e                    |
| 47                   | Tanner Putt (USA)       | e                    |
| Directeur sportif :  |                         |                      |

| Aqua Blue Sport ABS | Aqua Blue Sport ABS  | Aqua Blue Sport ABS |
| ------------------- | -------------------- | ------------------- |
| Num                 | Coureur              | Pos                 |
| 51                  | Leigh Howard (AUS)   | e                   |
| 52                  | Calvin Watson (AUS)  | e                   |
| 53                  | Larry Warbasse (USA) | e                   |
| 54                  | Aaron Gate (NZL)     | e                   |
| 55                  | Peter Koning (NED)   | e                   |
| 56                  | Michel Kreder (NED)  | e                   |
| 57                  | Conor Dunne (IRL)    | e                   |
| Directeur sportif : |                      |                     |

| JLT Condor JLT      | JLT Condor JLT        | JLT Condor JLT |
| ------------------- | --------------------- | -------------- |
| Num                 | Coureur               | Pos            |
| 61                  | Ian Bibby (GBR)       | e              |
| 62                  | Edmund Bradbury (GBR) | e              |
| 63                  | James Gullen (GBR)    | e              |
| 64                  | Steven Lampier (GBR)  | e              |
| 65                  | Alex Frame (NZL)      | e              |
| 66                  | Brenton Jones (AUS)   | e              |
| 67                  | Alistair Slater (GBR) | e              |
| Directeur sportif : |                       |                |

| 7 Eleven-Roadbike Philippines 7RP | 7 Eleven-Roadbike Philippines 7RP | 7 Eleven-Roadbike Philippines 7RP |
| --------------------------------- | --------------------------------- | --------------------------------- |
| Num                               | Coureur                           | Pos                               |
| 71                                | Mark Galedo (PHI)                 | e                                 |
| 72                                | Marcelo Felipe (PHI)              | e                                 |
| 73                                | Rustom Lim (PHI)                  | e                                 |
| 74                                | Edgar Nohales (ESP)               | e                                 |
| 75                                | Jesse Ewart (AUS)                 | e                                 |
| 76                                | Josh Berry (AUS)                  | e                                 |
| 77                                | Craig Evers (AUS)                 | e                                 |
| Directeur sportif :               |                                   |                                   |

| Attaque Gusto ATG   | Attaque Gusto ATG            | Attaque Gusto ATG |
| ------------------- | ---------------------------- | ----------------- |
| Num                 | Coureur                      | Pos               |
| 81                  | Benjamin Hill (AUS)          | e                 |
| 82                  | Aleksandr Chouchemoïne (KAZ) | e                 |
| 83                  | Alder Martz (USA)            | e                 |
| 84                  | Mario Vogt (GER)             | e                 |
| 85                  | Guy Kalma (AUS)              | e                 |
| 86                  | Timothy Guy (AUS)            | e                 |
| 87                  | Alistair Donohoe (AUS)       | e                 |
| Directeur sportif : |                              |                   |

| IsoWhey Sports-Swiss Wellness IWS | IsoWhey Sports-Swiss Wellness IWS | IsoWhey Sports-Swiss Wellness IWS |
| --------------------------------- | --------------------------------- | --------------------------------- |
| Num                               | Coureur                           | Pos                               |
| 91                                | Jesse Kerrison (AUS)              | e                                 |
| 92                                | Anthony Giacoppo (AUS)            | e                                 |
| 93                                | Robbie Hucker (AUS)               | e                                 |
| 94                                | Cameron Bayly (AUS)               | e                                 |
| 95                                | Scott Bowden (AUS)                | e                                 |
| 96                                | Joseph Cooper (NZL) (Route)       | e                                 |
| 97                                | Timothy Roe (AUS)                 | 10e                               |
| Directeur sportif :               |                                   |                                   |

| Drapac-Pat's Veg Holistic Development DPV | Drapac-Pat's Veg Holistic Development DPV | Drapac-Pat's Veg Holistic Development DPV |
| ----------------------------------------- | ----------------------------------------- | ----------------------------------------- |
| Num                                       | Coureur                                   | Pos                                       |
| 101                                       | Nicholas Katsonis (AUS)                   | e                                         |
| 102                                       | Brad Evans (NZL)                          | e                                         |
| 103                                       | Oliver Kent-Spark (AUS)                   | e                                         |
| 104                                       | Mathew Ross (AUS)                         | e                                         |
| 105                                       | Cyrus Monk (AUS)                          | e                                         |
| 106                                       | Drew Morey (AUS)                          | e                                         |
| 107                                       | Jesse Featonby (AUS)                      | e                                         |
| Directeur sportif :                       |                                           |                                           |

| St George Continental STG | St George Continental STG | St George Continental STG |
| ------------------------- | ------------------------- | ------------------------- |
| Num                       | Coureur                   | Pos                       |
| 111                       | Benjamin Dyball (AUS)     | e                         |
| 112                       | Jay Dutton (AUS)          | e                         |
| 113                       | Kaden Groves (AUS)        | e                         |
| 114                       | Patrick Sharpe (AUS)      | e                         |
| 115                       | Brodie Talbot (AUS)       | e                         |
| 116                       | Darcy Ellerm-Norton (NZL) | e                         |
| 117                       | Thomas Hubbard (NZL)      |                           |
| Directeur sportif :       |                           |                           |

| NSW Institute of Sport NIS | NSW Institute of Sport NIS | NSW Institute of Sport NIS |
| -------------------------- | -------------------------- | -------------------------- |
| Num                        | Coureur                    | Pos                        |
| 121                        | Jacob Kauffmann (AUS)      | e                          |
| 122                        | Dylan Sunderland (AUS)     | e                          |
| 123                        | Ayden Toovey (AUS)         | e                          |
| 124                        | Daniel Fitter (AUS)        | e                          |
| 125                        | Thomas Robinson (AUS)      | AB-1                       |
| 126                        | Alex Wohler (AUS)          | e                          |
| 127                        | Joshua Taylor (AUS)        | e                          |
| Directeur sportif :        |                            |                            |

| UniSA-Australia AUS | UniSA-Australia AUS  | UniSA-Australia AUS |
| ------------------- | -------------------- | ------------------- |
| Num                 | Coureur              | Pos                 |
| 131                 | Cameron Meyer (AUS)  | 4e                  |
| 132                 | Nathan Earle (AUS)   | 8e                  |
| 133                 | Lucas Hamilton (AUS) | 7e                  |
| 134                 | Jai Hindley (AUS)    | 2e                  |
| 135                 | Samuel Jenner (AUS)  | e                   |
| 136                 | Angus Lyons (AUS)    | e                   |
| 137                 | Michael Storer (AUS) | 5e                  |
| Directeur sportif : |                      |                     |

| Équipe nationale de Nouvelle-Zélande NZL | Équipe nationale de Nouvelle-Zélande NZL | Équipe nationale de Nouvelle-Zélande NZL |
| ---------------------------------------- | ---------------------------------------- | ---------------------------------------- |
| Num                                      | Coureur                                  | Pos                                      |
| 141                                      | Matthew Zenovich (NZL)                   | e                                        |
| 142                                      | James Oram (NZL)                         | e                                        |
| 143                                      | Hamish Schreurs (NZL)                    | e                                        |
| 144                                      | Taylor Gunman (NZL)                      | e                                        |
| 145                                      | Sam Dobbs (NZL)                          | e                                        |
| 146                                      | James Fouche (NZL)                       | e                                        |
| 147                                      | Jason Christie (NZL)                     | e                                        |
| Directeur sportif :                      |                                          |                                          |